# 2015-ös skandináv túraautó-bajnokság
A 2015-ös skandináv túraautó-bajnokság a skandináv túraautó-bajnokság ötödik évada volt. A bajnokság május 9-én vette kezdetét a Skövde reptéren és szeptember 26-án ért véget a Ring Knutstorp versenypályán. A bajnokságot Thed Björk nyerte meg. A Volvo Cyan Racing alakulata megnyerte a csapatok számára kiírt bajnokságot.

## Csapatok és versenyzők
| Csapat                                  | Autó           | #  | Versenyző              | Fordulók  |
| --------------------------------------- | -------------- | -- | ---------------------- | --------- |
| Volvo Polestar Racing Volvo Cyan Racing | Volvo S60      | 1  | Thed Björk             | Összes    |
| Volvo Polestar Racing Volvo Cyan Racing | Volvo S60      | 11 | Fredrik Ekblom         | Összes    |
| Volvo Polestar Racing Volvo Cyan Racing | Volvo S60      | 13 | Carl Philip Bernadotte | 1–2, 4–7  |
| Team Tidö                               | Saab 9-3       | 3  | Richard Göransson      | Összes    |
| Team Tidö                               | Saab 9-3       | 8  | Roger Samuelsson       | Összes    |
| WCR BMW Dealer Team                     | BMW SR         | 4  | Fredrik Larsson        | Összes    |
| Sportpromotion                          | BMW SR         | 6  | Erik Jonsson           | Összes    |
| Team Kia                                | KIA Optima BDE | 9  | Kevin Aabol            | Összes    |
| Team Kia                                | KIA Optima BDE | 10 | Erik Johansson         | 1–5       |
| Team Kia                                | KIA Optima BDE | 28 | Rasmus Mårthen         | 5–7       |
| Dacia Dealer Team                       | Dacia          | 20 | Mattias Andersson      | Összes    |
| PWR Racing Team                         | Saab 9-3       | 37 | Daniel Haglöf          | Összes    |
| PWR Racing Team                         | Saab 9-3       | 93 | Emma Kimiläinen        | Összes    |
| Brovallendesign Kia                     | KIA Optima BDE | 95 | Emelie Liljeström      | 1, 3–4, 6 |

## Versenynaptár
A 2015-ös versenynaptár összes fordulóját Svédországban rendezték.
| Verseny | Verseny | Pálya                  | Pályarajz | Dátum          |
| ------- | ------- | ---------------------- | --------- | -------------- |
| 1       | 1       | STCC Volvo Race Skövde |           | május 9.       |
| 1       | 2       | STCC Volvo Race Skövde |           | május 9.       |
| 2       | 3       | Anderstorp Raceway     |           | május 30.      |
| 2       | 4       | Anderstorp Raceway     |           | május 30.      |
| 3       | 5       | Mantorp Park           |           | június 25.     |
| 3       | 6       | Mantorp Park           |           | június 25.     |
| 4       | 7       | Falkenbergs Motorbana  |           | július 11.     |
| 4       | 8       | Falkenbergs Motorbana  |           | július 11.     |
| 5       | 9       | Karlskoga Motorstadion |           | augusztus 15.  |
| 5       | 10      | Karlskoga Motorstadion |           | augusztus 15.  |
| 6       | 11      | Solvalla               |           | szeptember 12. |
| 6       | 12      | Solvalla               |           | szeptember 12. |
| 7       | 13      | Ring Knutstorp         |           | szeptember 26. |
| 7       | 14      | Ring Knutstorp         |           | szeptember 26. |

## Összefoglaló
| Verseny | Verseny | Helyszín               | Pole-pozíció      | Leggyorsabb kör | Győztes                | Győztes               | Listavezető | Előny | Összefoglaló |
| Verseny | Verseny | Helyszín               | Pole-pozíció      | Leggyorsabb kör | versenyző              | csapat                | Listavezető | Előny | Összefoglaló |
| ------- | ------- | ---------------------- | ----------------- | --------------- | ---------------------- | --------------------- | ----------- | ----- | ------------ |
| 1       | V1      | STCC Volvo Race Skövde | Thed Björk        | Thed Björk      | Thed Björk             | Volvo Polestar Racing | Thed Björk  | 23    | Összefoglaló |
| 1       | V2      | STCC Volvo Race Skövde |                   | Thed Björk      | Thed Björk             | Volvo Polestar Racing | Thed Björk  | 23    | Összefoglaló |
| 2       | V3      | Anderstorp Raceway     | Richard Göransson | Thed Björk      | Thed Björk             | Volvo Polestar Racing | Thed Björk  | 30    | Összefoglaló |
| 2       | V4      | Anderstorp Raceway     |                   | Fredrik Larsson | Fredrik Larsson        | WCR BMW Dealer Team   | Thed Björk  | 30    | Összefoglaló |
| 3       | V5      | Mantorp Park           | Thed Björk        | Thed Björk      | Thed Björk             | Volvo Polestar Racing | Thed Björk  | 24    | Összefoglaló |
| 3       | V6      | Mantorp Park           |                   | Fredrik Larsson | Fredrik Ekblom         | Volvo Polestar Racing | Thed Björk  | 24    | Összefoglaló |
| 4       | V7      | Falkenbergs Motorbana  | Fredrik Larsson   | Fredrik Larsson | Fredrik Larsson        | WCR BMW Dealer Team   | Thed Björk  | 2     | Összefoglaló |
| 4       | V8      | Falkenbergs Motorbana  |                   | Fredrik Larsson | Carl Philip Bernadotte | Volvo Polestar Racing | Thed Björk  | 2     | Összefoglaló |
| 5       | V9      | Karlskoga Motorstadion | Thed Björk        | Thed Björk      | Thed Björk             | Volvo Polestar Racing | Thed Björk  | 10    | Összefoglaló |
| 5       | V10     | Karlskoga Motorstadion |                   | Thed Björk      | Fredrik Ekblom         | Volvo Polestar Racing | Thed Björk  | 10    | Összefoglaló |
| 6       | V11     | Solvalla               | Thed Björk        | Fredrik Larsson | Daniel Haglöf          | PWR Racing Team       | Thed Björk  | 23    | Összefoglaló |
| 6       | V12     | Solvalla               |                   | Fredrik Larsson | Fredrik Larsson        | WCR BMW Dealer Team   | Thed Björk  | 23    | Összefoglaló |
| 7       | V13     | Ring Knutstorp         | Fredrik Ekblom    | Fredrik Ekblom  | Fredrik Ekblom         | Volvo Cyan Racing     | Thed Björk  | 10    | Összefoglaló |
| 7       | V14     | Ring Knutstorp         |                   | Fredrik Ekblom  | Fredrik Ekblom         | Volvo Cyan Racing     | Thed Björk  | 10    | Összefoglaló |

## A bajnokság végeredménye

### Pontrendszer
| Helyezés | 1. | 2. | 3. | 4. | 5. | 6. | 7. | 8. | 9. | 10. |
| -------- | -- | -- | -- | -- | -- | -- | -- | -- | -- | --- |
| Pont     | 25 | 18 | 15 | 12 | 10 | 8  | 6  | 4  | 2  | 1   |

### Versenyzők
( Félkövér: pole-pozíció, dőlt: leggyorsabb kör, a színkódokról részletes információ itt található)
| Poz. | Versenyző              | SKÖ | SKÖ | SKÖ | AND | AND | AND | MAN | MAN | MAN | FAL | FAL | FAL | GEL | GEL | GEL | SOL | SOL | SOL | KNU | KNU | KNU | Pont |
| Poz. | Versenyző              | K1  | V1  | V2  | K2  | V3  | V4  | K3  | V5  | V6  | K4  | V7  | V8  | K5  | V9  | V10 | K6  | V11 | V12 | K7  | V13 | V14 | Pont |
| ---- | ---------------------- | --- | --- | --- | --- | --- | --- | --- | --- | --- | --- | --- | --- | --- | --- | --- | --- | --- | --- | --- | --- | --- | ---- |
| 1    | Thed Björk             | 2   | 1   | 1   | 2   | 1   | 4   | 3   | 1   | 2   | 4   | 3   | 11† | 1   | 1   | 4   | 2   | 3   | 6   | 1   | 3   | 3   | 366  |
| 2    | Fredrik Ekblom         | 1   | 2   | Ki  | 3   | 3   | 2   | 1   | 3   | 1   | 1   | 2   | Ki  | 2   | 2   | 1   | 4   | 7   | 5   | 2   | 1   | 1   | 356  |
| 3    | Fredrik Larsson        | 5   | 5   | 2   | 4   | 2   | 1   | 2   | 2   | 4   | 2   | 1   | 8   | 4   | 4   | Ki  | 7   | 4   | 1   | 4   | 10  | Ki  | 268  |
| 4    | Richard Göransson      | 4   | Ki  | Ki  | 1   | 6   | 6   | 4   | 5   | 6   | 3   | 4   | 2   | 3   | 6   | 3   | 5   | 2   | 3   | 5   | 2   | 7   | 243  |
| 5    | Mattias Andersson      | 3   | 3   | 3   | 8   | 7   | 7   | 8   | 4   | 5   | 6   | 6   | 3   | 6   | 3   | 2   | 3   | 6   | 9   | 7   | 5   | 8   | 204  |
| 6    | Daniel Haglöf          | 6   | 4   | 5†  | 7   | 4   | 5   | 7   | 6   | 7   | 8   | 11† | Ki  | 13  | 8   | Ki  | 1   | 1   | 2   | 9   | 11  | 2   | 174  |
| 7    | Emma Kimiläinen        | 7   | 6   | Ki  | 6   | 5   | 3   | 5   | 7   | 3   | 9   | 9   | 9   | 9   | 7   | 10† | 6   | 5   | 4   | 3   | 4   | 6   | 158  |
| 8    | Erik Johansson         | 8   | Ki  | 4†  | 5   | 9   | 8   | 9   | 8   | 11† | 5   | 5   | 4   | 7   | 5   | 6   |     |     |     |     |     |     | 94   |
| 9    | Kevin Aabol            | 13  | 8   | Ki  | 9   | 10  | 10  | 6   | 10  | 8   | 7   | Ki  | 5   | 10  | 12† | Ki  | 8   | 9   | 6   | 10  | 6   | 4   | 71   |
| 10   | Carl Philip Bernadotte | 9   | 9   | Ki  | 11  | 8   | 9   |     |     |     | 10  | Ki  | 1   | 5   | 10  | 7   | 11  | 11  | 11  | 6   | 8   | 10  | 66   |
| 11   | Erik Jonsson           | 10  | 7   | Ki  | 10  | Ki  | Ni  | 10  | 9   | 10  | 11  | 7   | 6   | 8   | Ki  | 9†  | 9   | 8   | Ni  | 8   | Ki  | 6   | 52   |
| 12   | Rasmus Mårthen         |     |     |     |     |     |     |     |     |     |     |     |     | 11  | 9   | 5   | 10  | 10  | 8   | 11  | 7   | Ki  | 24   |
| 13   | Roger Samuelsson       | 11  | 10  | 6†  | 12  | 11  | Ki  | 11  | 11  | 9   | 13  | 10  | 10  | 12  | 11  | 8   | 12  | 12  | 10  | 12  | 9   | 9   | 22   |
| 14   | Emile Liljeström       | 12  | Ki  | Ki  |     |     |     | Ni  | Ki  | Ki  | 12  | 8   | 7   |     |     |     | 13  | Ki  | 12  |     |     |     | 10   |

### Csapatok
| Poz. | Csapat                                  | SKÖ | AND | MAN | FAL | GEL | SOL | KNU | Pont |
| ---- | --------------------------------------- | --- | --- | --- | --- | --- | --- | --- | ---- |
| 1    | Volvo Polestar Racing Volvo Cyan Racing | 111 | 103 | 123 | 71  | 123 | 69  | 123 | 723  |
| 2    | PWR Racing Team                         | 44  | 61  | 51  | 12  | 16  | 98  | 58  | 340  |
| 3    | Team Tidö                               | 23  | 42  | 32  | 55  | 45  | 44  | 40  | 281  |
| 4    | WCR BMW Dealer Team                     | 38  | 55  | 48  | 49  | 24  | 43  | 14  | 271  |
| 5    | Dacia Dealer Team                       | 45  | 16  | 26  | 34  | 43  | 25  | 22  | 211  |
| 6    | Team Kia                                | 20  | 24  | 19  | 53  | 28  | 12  | 22  | 178  |
| 7    | Sportpromotion                          | 8   | 1   | 4   | 17  | 10  | 6   | 16  | 62   |
| 8    | Brovallendesign Kia                     | 0   |     | 0   | 12  | 13  | 6   | 7   | 38   |